# Амлето Фріньяні
Амлето Фріньяні (італ. Amleto Frignani, * 5 березня 1932, Карпі — † 2 березня 1997, Фресно) — колишній італійський футболіст, фланговий півзахисник.
Насамперед відомий виступами за клуби «Мілан» та «Дженоа», а також національну збірну Італії.
Чемпіон Італії. 

## Клубна кар'єра
Вихованець футбольної школи клубу «Карпі». Дорослу футбольну кар'єру розпочав 1949 року в основній команді того ж клубу, в якій провів один сезон, не відігравши жодної гри чемпіонату. 
Протягом 1950—1951 років захищав кольори команди клубу «Реджяна».
Своєю грою за останню команду привернув увагу представників тренерського штабу клубу «Мілан», до складу якого приєднався 1951 року. Відіграв за «россонері» наступні п'ять сезонів своєї ігрової кар'єри. Більшість часу, проведеного у складі «Мілана», був основним гравцем команди. За цей час виборов титул чемпіона Італії.
Протягом 1956—1957 років захищав кольори команди клубу «Удінезе».
1957 року перейшов до клубу «Дженоа», за який відіграв 5 сезонів.  Граючи у складі «Дженоа» також здебільшого виходив на поле в основному складі команди. Завершив професійну кар'єру футболіста виступами за команду «Дженоа» у 1962 році.

## Виступи за збірну
1952 року дебютував в офіційних матчах у складі національної збірної Італії. Протягом кар'єри у національній команді, яка тривала 6 років, провів у формі головної команди країни лише 14 матчів, забивши 6 голів. У складі збірної був учасником чемпіонату світу 1954 року у Швейцарії.

## Титули та досягнення
- Чемпіон Італії (1):

«Мілан»:  1954–55
- Володар Латинського кубка (1):

«Мілан»: 1956